# Koalicja Polska
Koalicja Polska – projekt polityczny skupiony wokół Polskiego Stronnictwa Ludowego, powołany w 2019. Jego reprezentacją parlamentarną w Sejmie VIII kadencji i Senacie IX kadencji był klub Polskie Stronnictwo Ludowe – Koalicja Polska, którego powstanie ogłoszono 4 lipca 2019 (od 8 sierpnia związany z koalicją był również klub poselski Kukiz’15), natomiast w Sejmie IX kadencji i Senacie X kadencji (od 12 listopada 2019) stał się nią klub Koalicja Polska – Polskie Stronnictwo Ludowe-Kukiz15, od 28 listopada 2020 noszący nazwę Koalicja Polska – PSL, UED, Konserwatyści. Od 13 listopada 2023, w Sejmie X kadencji KP tworzy klub PSL–Trzecia Droga, a w Senacie XI kadencji współtworzy wraz z Polską 2050 klub TD. Od 13 grudnia 2023 współtworzy trzeci rząd Donalda Tuska.

## Historia
Po raz pierwszy o pomyśle powołania Koalicji Polskiej wspomniano na konferencji prasowej 4 lutego 2019, w której wzięli udział przedstawiciele PSL, Nowoczesnej, Unii Europejskich Demokratów i środowiska samorządowego skupionego wokół Rafała Dutkiewicza. W eurowyborach w maju tego samego roku PSL, Nowoczesna i UED wystartowały jednak w ramach Koalicji Europejskiej, której trzon stanowiła Platforma Obywatelska (znalazły się w niej też środowiska lewicowe). Po przegranych z PiS wyborach PO i Nowoczesna postanowiły kontynuować współpracę w ramach Koalicji Obywatelskiej, natomiast 1 czerwca 2019 rada naczelna PSL opowiedziała się za budową wokół tej partii chrześcijańsko-demokratycznej Koalicji Polskiej, która miałaby wystartować w wyborach parlamentarnych w tym samym roku (jako komitet wyborczy PSL, bądź w sojuszu z PO bez udziału środowisk lewicowych). Chęć współtworzenia koalicji jako pierwsze zadeklarowały Liga Polskich Rodzin i UED.
4 lipca ogłoszono powołanie klubu parlamentarnego PSL – Koalicja Polska, powstałego z przekształcenia klubu PSL-UED, w związku z przystąpieniem do niego dwóch posłów wykluczonych wcześniej z PO – konserwatystów Marka Biernackiego i Jacka Tomczaka (którzy przeszli z klubu PO-KO) – oraz posła Nowoczesnej Radosława Lubczyka (dotychczas niezrzeszonego, do końca kadencji pozostającego członkiem Nowoczesnej).
6 lipca rada naczelna PSL potwierdziła stanowisko, w którym opowiedziała się za podjęciem rozmów z PO o wspólnym starcie w jesiennych wyborach parlamentarnych przy odrzuceniu możliwości wspólnych list z SLD i Wiosną. 13 lipca rada krajowa UED oficjalnie potwierdziła udział w budowaniu koalicji, a 15 lipca prezes PSL Władysław Kosiniak-Kamysz oświadczył, że rozmowy z PO zostały już zakończone i partie nie wystartują w ramach wspólnego komitetu. 23 lipca sekretarz PSL Piotr Zgorzelski oznajmił, że do Koalicji Polskiej dołączyło Stronnictwo Demokratyczne. 5 sierpnia PSL zawarło porozumienie o wspólnym starcie w wyborach z partią Ślonzoki Razem i Jurajsko-Śląskim Stowarzyszeniem Dom Europejski, a 8 sierpnia z ruchem Kukiz’15 (z którym PSL przyjęło wspólne postulaty m.in. mieszanej ordynacji wyborczej, powszechnych wyborów Prokuratora Generalnego, e-votingu, możliwości odwołania posła, emerytury bez podatku, deregulacji gospodarki, ulgi podatkowej na OZE, czy też pakietu antykorupcyjnego), posiadającym osobny klub poselski. 22 sierpnia do Koalicji Polskiej dołączyły lubuskie struktury Bezpartyjnych Samorządowców, pomimo samodzielnego startu tego ruchu w skali kraju.
Na listach KW PSL do Sejmu, oprócz przedstawicieli tej partii (i m.in. innych posłów PSL-KP), a także K’15, UED, ŚR i SD, znaleźli się również m.in. przedstawiciele partii Polska Nas Potrzebuje (w tym jej lider Dariusz Grabowski), szef partii Jeden-PL, członek rady politycznej LPR, czy też członek PO. Do Senatu KW PSL wystawił 16 kandydatów – członków tej partii oraz Michała Kamińskiego z UED. Ponadto z własnego komitetu (konkurując jedynie z kandydatem PiS) wystartował działacz PSL Artur Bagieński. Ruch Kukiz’15 powołał KWW Kukiz15 do Senatu, z ramienia którego wystartowało dwoje kandydatów (w tym jeden w konkurencji do kandydata PSL). Do Senatu wystartował również (konkurując jedynie z kandydatem PiS) poseł K’15 Maciej Masłowski (z ramienia KWW Rozwój Podkarpacia). KW Ślonzoki Razem wystawił dwóch kandydatów do Senatu (w tym przewodniczącego partii Leona Swaczynę).
W wyborach parlamentarnych komitet PSL uzyskał 8,55% głosów, zdobywając 30 mandatów w Sejmie i 3 w Senacie. Mandaty poselskie uzyskało 20 przedstawicieli PSL, 6 ruchu Kukiz’15 oraz jeden UED, a także trzy osoby niezależne w ramach koalicji (które uzyskały reelekcję, m.in. wykluczeni wcześniej z PO konserwatyści). Mandaty senatorskie zdobyło dwóch członków PSL i jeden UED. Parlamentarzyści wybrani z list KW PSL zasiedli w klubie Koalicja Polska – PSL-Kukiz15, którego przewodniczącym został Władysław Kosiniak-Kamysz. Wicemarszałkiem Sejmu z ramienia klubu został Piotr Zgorzelski, a wicemarszałkiem Senatu Michał Kamiński. W dniu rozpoczęcia nowej kadencji parlamentu powołano również krajową radę programową Koalicji Polskiej, na której czele stanął lider Kukiz’15 Paweł Kukiz (który w lipcu 2020 zarejestrował partię K’15). Jej wiceprzewodniczącymi zostali Władysław Kosiniak-Kamysz, przewodnicząca UED Elżbieta Bińczycka i Marek Biernacki. W lutym 2020 do rady dołączyła Jolanta Milas (liderka stowarzyszenia zwykłego Państwo Fair Play, nawiązującego do ruchu Polska Fair Play).
W wyborach prezydenckich w 2020 PSL wystawiło kandydaturę Władysława Kosiniaka-Kamysza. Szefową jego sztabu została Magdalena Sobkowiak-Czarnecka. Oprócz przedstawicieli PSL, w sztabie wyborczym zasiedli m.in. przedstawiciele ruchu Kukiz’15 oraz UED. Poparcia kandydaturze prezesa PSL udzieliły także ŚR i PFP. W czerwcowych wyborach kandydat Koalicji Polskiej w pierwszej turze otrzymał 459 365 głosów (2,36%), zajmując 5. miejsce spośród 11 kandydatów. W II turze UED udzieliła oficjalnego poparcia Rafałowi Trzaskowskiemu z PO. Pozostałe ugrupowania nie wsparły formalnie żadnego z kandydatów (stanowisko w tej sprawie wyraziła partia ŚR), przy czym osoby pełniące najwyższe funkcje w PSL (w tym Władysław Kosiniak-Kamysz) opowiedziały się za kandydaturą Rafała Trzaskowskiego (oficjalnie poparli go m.in. eurodeputowani tej partii).
26 listopada 2020, decyzją rady naczelnej PSL, partia ta zdecydowała o zakończeniu współpracy z Kukiz’15 w ramach Koalicji Polskiej, z powodu różnic wewnątrzkoalicyjnych m.in. w związku z głosowaniem nad uchwałą w sprawie weta budżetu Unii Europejskiej. Dwa dni później klub parlamentarny przyjął nazwę Koalicja Polska – PSL, UED, Konserwatyści (uwzględniając zarówno obie mające parlamentarzystów partie pozostające w koalicji, jak i opcję związaną z Markiem Biernackim). Tego samego dnia odejście z klubu ogłosiła Agnieszka Ścigaj (czyniąc to formalnie przed posłami ruchu Kukiz’15, który tym samym opuściła). W miejsce Pawła Kukiza przewodniczącym rady Koalicji Polskiej został Władysław Kosiniak-Kamysz. Formalne wydalenie posłów Kukiz’15 z klubu Koalicji Polskiej nastąpiło 9 grudnia.
1 grudnia do koalicji dołączyła Ogólnopolska Federacja Przedsiębiorców i Pracodawców, tydzień później porozumienie organizacji osób pokrzywdzonych przez organy państwa (m.in. Stowarzyszenie Przeciw Bezprawiu, Stowarzyszenie Niepokonani 2012 i Stowarzyszenie Sprawiedliwości Społecznej) na czele z byłym posłem Jerzym Jachnikiem. 15 grudnia ponownie potwierdzono udział ŚR w KP, podpisując formalne porozumienie. Dzień później zaprezentowano logo KP z biało-czerwonym kodem kreskowym.
Po śmierci w grudniu 2020 Jolanty Fedak z PSL mandat po niej objął w marcu 2021 Łukasz Mejza z lubuskich BS, jednak nie przystąpił do klubu Koalicji Polskiej. W czerwcu 2021 do klubu dołączyli parlamentarzyści zasilający środowisko „Konserwatystów”: poseł Ireneusz Raś (wykluczony w poprzednim miesiącu z PO i klubu KO) i senator Kazimierz Michał Ujazdowski (bezpartyjny dotychczasowy senator PO, który przeszedł z klubu KO, wcześniej współtworząc z Markiem Biernackim i osobami spoza polityki think tank Centrum Dobrego Państwa). 29 czerwca 2021 w ramach Koalicji Polskiej powstało konserwatywno-chadeckie stowarzyszenie Tak, Polska!, którego przewodniczącym został Ireneusz Raś, wiceprzewodniczącymi Marek Biernacki i należący do PO były poseł Stanisław Żmijan, a szefem rady programowej poseł Marek Sawicki z PSL; stowarzyszenie zarejestrowano 23 sierpnia tego samego roku. 14 lipca 2021 współpracę z KP podjęło stowarzyszenie zwykłe Pomorski Ruch Obywatelski. 31 sierpnia 2021 KP ogłosiła wspólną deklarację dotyczącą kwestii samorządów wraz z partią Porozumienie i kołem poselskim Polskie Sprawy. 2 maja 2022 ogłoszono powołanie przez środowisko Konserwatystów (CDP i TP) wewnątrz KP partii Centrum dla Polski (została ona zarejestrowana 11 października tego samego roku, pięć miesięcy później na kongresie na jej prezesa został wybrany Ireneusz Raś).
7 lutego 2023 Koalicja Polska nawiązała współpracę z Polską 2050 Szymona Hołowni, ogłaszając powołanie wspólnego eksperckiego zespołu programowego. W zespole z ramienia KP znaleźli się Krzysztof Kosiński, Anna Ojer i Czesław Siekierski związani z PSL, Kazimierz Michał Ujazdowski z CdP oraz Elżbieta Bińczycka z UED. 1 marca zaprezentowano wspólne postulaty programowe KP i Polski 2050. 27 kwietnia tego samego roku zawarto umowę pomiędzy PSL (reprezentującym całą KP) a Polską 2050 w sprawie wspólnego startu w wyborach parlamentarnych w 2023. Koalicja wyborcza przyjęła nazwę Trzecia Droga.
19 lipca 2023 do Koalicji Polskiej dołączyło stowarzyszenie Młoda Polska (środowisko do lutego 2023 działające pod szyldem Młodej Prawicy jako młodzieżówka Porozumienia). Następnego dnia przystąpienie do klubu poselskiego KP ogłosili, dołączając do grupy Konserwatystów, posłowie Porozumienia (z wyjątkiem Jarosława Gowina) – Magdalena Sroka (prezes partii), Stanisław Bukowiec i Iwona Michałek. Kilka tygodni później wystąpili oni z Porozumienia. We wrześniu tego samego roku z Koalicją Polską związali się prezes partii Wolnościowcy i poseł niezrzeszony Artur Dziambor oraz posłanka KO Joanna Fabisiak, która odeszła z PO (nie przystąpili oni do klubu parlamentarnego, jednak ogłoszono ubieganie się ich jako kandydatów KP o poselską reelekcję).
W wyborach parlamentarnych KP stanowiła pulę kandydatów PSL w ramach Trzeciej Drogi, która zdobyła 14,4% głosów i uzyskała 65 mandatów w Sejmie oraz 11 w Senacie. KP przypadły 32 mandaty w Sejmie i 6 w Senacie, z czego politycy PSL otrzymali 27 mandatów w Sejmie i 4 w Senacie, Konserwatyści 5 mandatów w Sejmie (3 z nich zdobyli działacze CdP, a pozostałe Marek Biernacki i Magdalena Sroka, która jednak po rozpoczęciu nowej kadencji wstąpiła do PSL) i 1 (Kazimierza Michała Ujazdowskiego z CdP) w Senacie, a UED 1 mandat (Michała Kamińskiego) w Senacie. W Sejmie KP powołała własny klub pod nazwą PSL-TD, a w Senacie współtworzyła wspólny z Polską 2050 klub TD (do którego przystąpił działający dotychczas w Porozumieniu, wybrany jako kandydat niezależny, bezpartyjny już Józef Zając, zasilając grupę Konserwatystów). Przewodniczącym klubu PSL-TD został Krzysztof Paszyk z PSL, a senackiego klubu TD również polityk PSL Waldemar Pawlak. Piotr Zgorzelski z PSL i Michał Kamiński z UED utrzymali stanowiska wicemarszałków odpowiednio Sejmu i Senatu. W nowo powołanej Radzie Ministrów premiera Donalda Tuska z PO znalazło się czterech przedstawicieli PSL – Władysław Kosiniak-Kamysz jako wicepremier, a także Krzysztof Hetman, Dariusz Klimczak i Czesław Siekierski. Stanowiska wiceministrów, oprócz działaczy PSL, objęli też dwaj posłowie CdP (jeden z nich podał się do dymisji w październiku 2024). UED posiadała w administracji rządowej od stycznia do kwietnia 2024 przedstawiciela na stanowisku wicewojewody dolnośląskiego.
W wyborach samorządowych w 2024 Koalicja Polska wystartowała do sejmików województw oraz częściowo na niższych szczeblach ponownie jako pula PSL w ramach TD. Poza KP znalazła się partia Ślonzoki Razem, wystawiając własne listy w wyborach do sejmiku śląskiego. W wyborach do tego sejmiku w ramach KP z list TD wystartowali natomiast kandydaci nieprawomocnie wyrejestrowanej Śląskiej Partii Regionalnej. TD uzyskała w skali kraju w wyborach do sejmików 14,25% głosów, uzyskując 80 mandatów, z czego Koalicji Polskiej przypadło 58 – zdobyły je osoby ściśle związane z PSL bądź niezwiązane ściśle z żadną partią. Adam Struzik z PSL utrzymał funkcję marszałka mazowieckiego, a Paweł Gancarz z PSL został marszałkiem dolnośląskim. W wyborach na prezydentów miast reelekcję w Ciechanowie uzyskał Krzysztof Kosiński z PSL. Jedynym kandydatem na prezydenta związanym z KP spoza PSL był startujący z lokalnego komitetu w Koninie Jakub Eltman z Młodej Polski.
W wyborach do Parlamentu Europejskiego w tym samym roku na listach TD, oprócz członków PSL i osób bezpartyjnych (w tym liderki PFP Jolanty Milas), startowało po jednym przedstawicielu UED (otwierający listę lubusko-zachodniopomorską Michał Kamiński), CdP (prezes partii Ireneusz Raś), ŚPR (przewodnicząca ugrupowania Ilona Kanclerz), a także prezes partii Wolnościowcy (która zdecydowała wcześniej o samorozwiązaniu) Artur Dziambor. TD uzyskała w wyborach 6,91% głosów, co dało 3 mandaty, z czego przedstawiciele KP (z PSL) otrzymali 2. Wybranego do PE Krzysztofa Hetmana na funkcji ministerialnej zastąpił Krzysztof Paszyk, którego następcą na stanowisku przewodniczącego klubu parlamentarnego PSL-TD został Piotr Zgorzelski (pozostając wicemarszałkiem Sejmu).
Latem 2024 z CdP wystąpiła grupa działaczy, którzy reaktywowali działalność think tanku CDP (w tym senator Kazimierz Michał Ujazdowski). W kwietniu 2025 ogłoszono powołanie na jego bazie stowarzyszenia pod przewodnictwem Jakuba Czułby.
W wyborach prezydenckich w 2025 PSL, CdP i Młoda Polska udzieliły poparcia w I turze Szymonowi Hołowni z Polski 2050, a UED Rafałowi Trzaskowskiemu z PO (choć jedyny parlamentarzysta tej partii Michał Kamiński poparł Szymona Hołownię). W II turze środowisko Koalicji Polskiej opowiedziało się za Rafałem Trzaskowskim.
26 czerwca tego samego roku PSL podpisało porozumienie o współpracy z Federacją Przedsiębiorców Polskich (federacją związków pracodawców pod wodzą Marka Kowalskiego). W tym samym miesiącu uległa rozluźnieniu współpraca PSL z Polską 2050 w ramach TD.

## Władze

### Kierownictwo[61]
Przewodniczący:
- Władysław Kosiniak-Kamysz (prezes Polskiego Stronnictwa Ludowego)

Wiceprzewodniczący:
- Marek Biernacki (inicjator środowiska Konserwatystów, reprezentowanego m.in. przez Centrum dla Polski)
- Elżbieta Bińczycka (przewodnicząca Unii Europejskich Demokratów)

### Prezydium Klubu Parlamentarnego PSL–Trzecia Droga
Przewodniczący:
- Piotr Zgorzelski (PSL)

Wiceprzewodniczący:
- Marek Sawicki (PSL)
- Magdalena Sroka (PSL)
- Jacek Tomczak (CdP)
- Bożena Żelazowska (PSL)

Sekretarz:
- Agnieszka Kłopotek (PSL)

Rzecznik dyscypliny:
- Urszula Nowogórska (PSL)

## Parlamentarzyści

### Posłowie Klubu Parlamentarnego PSL–Trzecia Droga w Sejmie X kadencji
| - Władysław Bartoszewski (PSL) - Paweł Bejda (PSL) - Marek Biernacki (Konserwatyści) - Adam Dziedzic (PSL) - Andrzej Grzyb (PSL) - Henryk Kiepura (PSL) - Dariusz Klimczak (PSL) - Agnieszka Kłopotek (PSL) - Władysław Kosiniak-Kamysz (PSL) - Stefan Krajewski (PSL) - Radosław Lubczyk (CdP – Konserwatyści) - Mirosław Maliszewski (PSL) - Urszula Nowogórska (PSL) - Mirosław Orliński (PSL) - Urszula Pasławska (PSL) - Krzysztof Paszyk (PSL) | - Michał Pyrzyk (PSL) - Ireneusz Raś (CdP – Konserwatyści) - Wiesław Różyński (PSL) - Jarosław Rzepa (PSL) - Tadeusz Samborski (PSL) - Marek Sawicki (PSL) - Czesław Siekierski (PSL) - Henryk Smolarz (PSL) – od 23 lipca 2024, zastąpił Krzysztofa Hetmana - Zbigniew Sosnowski (PSL) - Magdalena Sroka (PSL) - Jacek Tomczak (CdP – Konserwatyści) - Stanisław Tomczyszyn (PSL) - Piotr Zgorzelski (PSL, przewodniczący klubu, wicemarszałek Sejmu) - Zbigniew Ziejewski (PSL) - Jolanta Zięba-Gzik (PSL) - Bożena Żelazowska (PSL) |

Były poseł:
- Krzysztof Hetman (PSL) – do 10 czerwca 2024, wybrany do Parlamentu Europejskiego

### Senatorowie Koalicji Polskiej w Klubie Senackim Trzecia Droga w Senacie XI kadencji
- Ryszard Bober (PSL)
- Gustaw Marek Brzezin (PSL)
- Michał Kamiński (UED, wicemarszałek Senatu)
- Jan Filip Libicki (PSL)
- Waldemar Pawlak (PSL, przewodniczący klubu)
- Kazimierz Michał Ujazdowski (Konserwatyści)
- Józef Zając (Konserwatyści), wybrany jako kandydat niezależny

### Posłowie PSL do Parlamentu Europejskiego X kadencji
- Adam Jarubas
- Krzysztof Hetman

Obaj posłowie PSL zostali wybrani z list Trzeciej Drogi i przystąpili w Parlamencie Europejskim do Europejskiej Partii Ludowej (PSL współtworzy delegację z Koalicją Obywatelską).

### Posłowie PSL do Parlamentu Europejskiego IX kadencji
- Adam Jarubas
- Jarosław Kalinowski

Wcześniejszy eurodeputowany:
- Krzysztof Hetman – do 15 października 2023, wybrany do Sejmu

Wszyscy posłowie PSL zostali wybrani z list Koalicji Europejskiej i przystąpili w Parlamencie Europejskim do Europejskiej Partii Ludowej (PSL współtworzyło delegację z Platformą Obywatelską).

### Posłowie Klubu Parlamentarnego Koalicja Polska – PSL, UED, Konserwatyści w Sejmie IX kadencji
| - Władysław Teofil Bartoszewski (PSL) - Paweł Bejda (PSL) - Marek Biernacki (Konserwatyści) - Stanisław Bukowiec (Konserwatyści) – od 20 lipca 2023, wybrany z listy PiS jako kandydat Porozumienia - Andrzej Grzyb (PSL) - Mieczysław Kasprzak (PSL) - Dariusz Klimczak (PSL) - Władysław Kosiniak-Kamysz (PSL, przewodniczący klubu) - Stefan Krajewski (PSL) - Dariusz Kurzawa (PSL) - Radosław Lubczyk (CdP – Konserwatyści) - Jan Łopata (PSL) - Mirosław Maliszewski (PSL) - Iwona Michałek (Konserwatyści) – od 20 lipca 2023, wybrana z listy PiS jako kandydatka Porozumienia | - Urszula Nowogórska (PSL) - Urszula Pasławska (PSL) - Krzysztof Paszyk (PSL) - Jacek Protasiewicz (UED) - Ireneusz Raś (CdP – Konserwatyści) – od 16 czerwca 2021, wybrany z listy KO jako kandydat PO - Jarosław Rzepa (PSL) - Marek Sawicki (PSL) - Czesław Siekierski (PSL) - Magdalena Sroka (Konserwatyści) – od 20 lipca 2023, wybrana z listy PiS jako kandydatka Porozumienia - Jacek Tomczak (CdP – Konserwatyści) - Piotr Zgorzelski (PSL, wicemarszałek Sejmu) - Zbigniew Ziejewski (PSL) - Bożena Żelazowska (PSL) |

Wcześniejsi posłowie:
- Jolanta Fedak (PSL) – do 31 grudnia 2020, zmarła
- Paweł Kukiz (Kukiz’15) – do 9 grudnia 2020, został posłem niezrzeszonym (potem koło Kukiz’15-DB)
- Jarosław Sachajko (Kukiz’15) – do 9 grudnia 2020, został posłem niezrzeszonym (potem koło Kukiz’15-DB)
- Paweł Szramka (Kukiz’15) – do 9 grudnia 2020, został posłem niezrzeszonym (potem koła Kukiz’15-DB, koła Polskie Sprawy, ponownie niezrzeszony oraz i klubu KO, ponadto partia Dobry Ruch)
- Agnieszka Ścigaj (Kukiz’15) – do 30 listopada 2020, została posłanką niezrzeszoną i niezależną (potem koło Polskie Sprawy)
- Stanisław Tyszka (Kukiz’15) – do 9 grudnia 2020, został posłem niezrzeszonym (potem koła Kukiz’15-DB i Konfederacja, ponadto w ramach Konfederacji partia Nowa Nadzieja)
- Stanisław Żuk (Kukiz’15) – do 9 grudnia 2020, został posłem niezrzeszonym (potem koło Kukiz’15-DB)

Z listy PSL, jako przedstawiciel lubuskich Bezpartyjnych Samorządowców w ramach KP, kandydował także Łukasz Mejza, który zastąpił Jolantę Fedak 16 marca 2021, zostając posłem niezrzeszonym (wstąpił potem ponadto do Partii Republikańskiej).

### Senatorowie Koła Senatorów Koalicja Polska – PSL w Senacie X kadencji
- Ryszard Bober (PSL, przewodniczący koła)
- Michał Kamiński (UED, wicemarszałek Senatu)
- Jan Filip Libicki (PSL)
- Kazimierz Michał Ujazdowski (CdP – Konserwatyści) – od 22 czerwca 2021, wybrany z ramienia KO jako kandydat PO

Koło funkcjonowało od 10 grudnia 2019 w ramach klubu parlamentarnego KP.

### Posłowie Klubu Parlamentarnego PSL – Koalicja Polska w Sejmie VIII kadencji
| - Paweł Bejda (PSL) - Marek Biernacki (Konserwatyści), wybrany z listy PO - Krystian Jarubas (PSL) - Michał Kamiński (UED), wybrany z listy PO - Mieczysław Kasprzak (PSL) - Eugeniusz Kłopotek (PSL) - Władysław Kosiniak-Kamysz (PSL, przewodniczący klubu) - Kazimierz Kotowski (PSL) - Radosław Lubczyk, wybrany z listy Nowoczesnej - Jan Łopata (PSL) - Mirosław Maliszewski (PSL) | - Michał Mazowiecki (UED), wybrany z listy PO - Stefan Niesiołowski (UED), wybrany z listy PO - Urszula Pasławska (PSL) - Krzysztof Paszyk (PSL) - Jacek Protasiewicz (UED), wybrany z listy PO - Marek Sawicki (PSL) - Zbigniew Sosnowski (PSL) - Genowefa Tokarska (PSL) - Jacek Tomczak (Konserwatyści), wybrany z listy PO - Piotr Walkowski (PSL) - Piotr Zgorzelski (PSL) |

### Senator Klubu Parlamentarnego PSL – Koalicja Polska w Senacie IX kadencji
- Jan Filip Libicki (PSL), wybrany z ramienia PO

### Posłowie Klubu Poselskiego Kukiz’15 w Sejmie VIII kadencji (w okresie udziału w Koalicji Polskiej)
| - Piotr Apel - Józef Brynkus - Barbara Chrobak - Grzegorz Długi - Paweł Grabowski - Andrzej Kobylarz - Paweł Kukiz (przewodniczący klubu) - Maciej Masłowski | - Robert Mordak - Błażej Parda - Stefan Romecki - Łukasz Rzepecki, wybrany z listy PiS - Jarosław Sachajko - Paweł Szramka - Agnieszka Ścigaj - Stanisław Tyszka (wicemarszałek Sejmu) |

## Kompozycja
| Partia polityczna | Partia polityczna            | Ideologia polityczna                              | Lider                     | Posłowie | Senatorowie | Posłowie do PE | Radni sejmików województw |
| ----------------- | ---------------------------- | ------------------------------------------------- | ------------------------- | -------- | ----------- | -------------- | ------------------------- |
|                   | Polskie Stronnictwo Ludowe   | chrześcijańska demokracja, centryzm               | Władysław Kosiniak-Kamysz | 28/460   | 4/100       | 2/53           | 54/552                    |
|                   | Centrum dla Polski           | liberalny konserwatyzm, chrześcijańska demokracja | Ireneusz Raś              | 3/460    | 0/100       | 0/53           | 0/552                     |
|                   | Unia Europejskich Demokratów | liberalizm, centryzm, proeuropeizm                | Elżbieta Bińczycka        | 0/460    | 1/100       | 0/53           | 0/552                     |

KP reprezentują również niezależni przedstawiciele środowiska Konserwatystów (skupiającego m.in. CdP, CDP i Młodą Polskę) – 1 poseł, 2 senatorów i 3 radnych sejmików.
Ponadto z Koalicją Polską związane są m.in. stowarzyszenia o charakterze politycznym:
- Młoda Polska (zarejestrowane jako Młoda Prawica) – lider Jan Strzeżek
- Centrum Dobrego Państwa (w fazie rejestracji) – lider Jakub Czułba
- Państwo Fair Play (zwykłe) – lider Jolanta Milas